# سارة بينبريج
سارة بينبريج (بالإنجليزية: Sarah Bainbridge)‏ هي لاعبة تايكوندو بريطانية، ولدت في 7 أكتوبر 1982 في Fleetwood ‏ في المملكة المتحدة.

## وصلات خارجية
- سارة بينبريج على موقع TaekwondoData.com (الإنجليزية)
- سارة بينبريج على موقع أوليمبيديا (الإنجليزية)
- سارة بينبريج على موقع اللجنة الأولمبية البريطانية (الإنجليزية)